# Янтра (диаграмма)

Шри-янтра

Я́нтра (с санскр. — амулет) — магическая диаграмма в тантрической традиции буддизма и индуизма. Используется для медитации и в ритуалах почитания богов. Особое значение янтра имеет в буддизме ваджраяны, где она составляет основу изображения мандалы.
Термин получен из корня yantr (санскр. यन्त्र्), означающего «ограничить, обуздать». Существительные от корня yantram (санскр. यन्त्रं) могут иметь несколько значений: «то, что ограничивает или закрепляет, любая опора или поддержка», «путы», «любой инструмент или средство», «амулет, мистическая или астрономическая диаграмма, используемая как амулет».
Другие родственные термины: сакральная геометрия, мандала — сакральный геометрический символ, используемый при медитациях в буддизме.

## Применение янтр
Янтры применяют как визуальные инструменты, служащие для концентрации внимания, в индуизме и буддизме, при медитациях, в качестве дополнения к мантрам (молитвам), а также в других практиках. Например, Sadhana — санскрит sādhanam, что означает «духовная практика», применяющаяся в индуизме и буддизме.
Янтры также символически изображают энергетические структуры различных божеств, так как они виделись их создателям, и являются хранителями энергии этих божеств.
В тантрических системах важное значение придается выбору и подготовке места для проведения медитаций, выполнения дыхательных упражнений и других практик. Обычно для этого выбирают чистые и энергетически сильные места, строят рамы или дополнительные мандалы.

## Варианты янтр
Известно много вариантов янтр, один из них — шри-янтра. Чаще всего янтра содержит геометрические фигуры, такие как квадраты, треугольники, круги и цветы, но может включать молитвы (мантры, биджа-мантры) или более сложные и детальные символы. Бинду — точка в центре янтры, которая означает «чакру совершенного блаженства» или семя всей вселенной. Состав элементов и структура янтры определяет её функциональное назначение: на какие структуры направляется воздействие янтры, интенсивность и вид энергетического воздействия. Считают, что молитвы, санскритские слоги, которые надписаны на янтрах, проявляют своё влияние и посредством звука (вибрации).

## Галерея

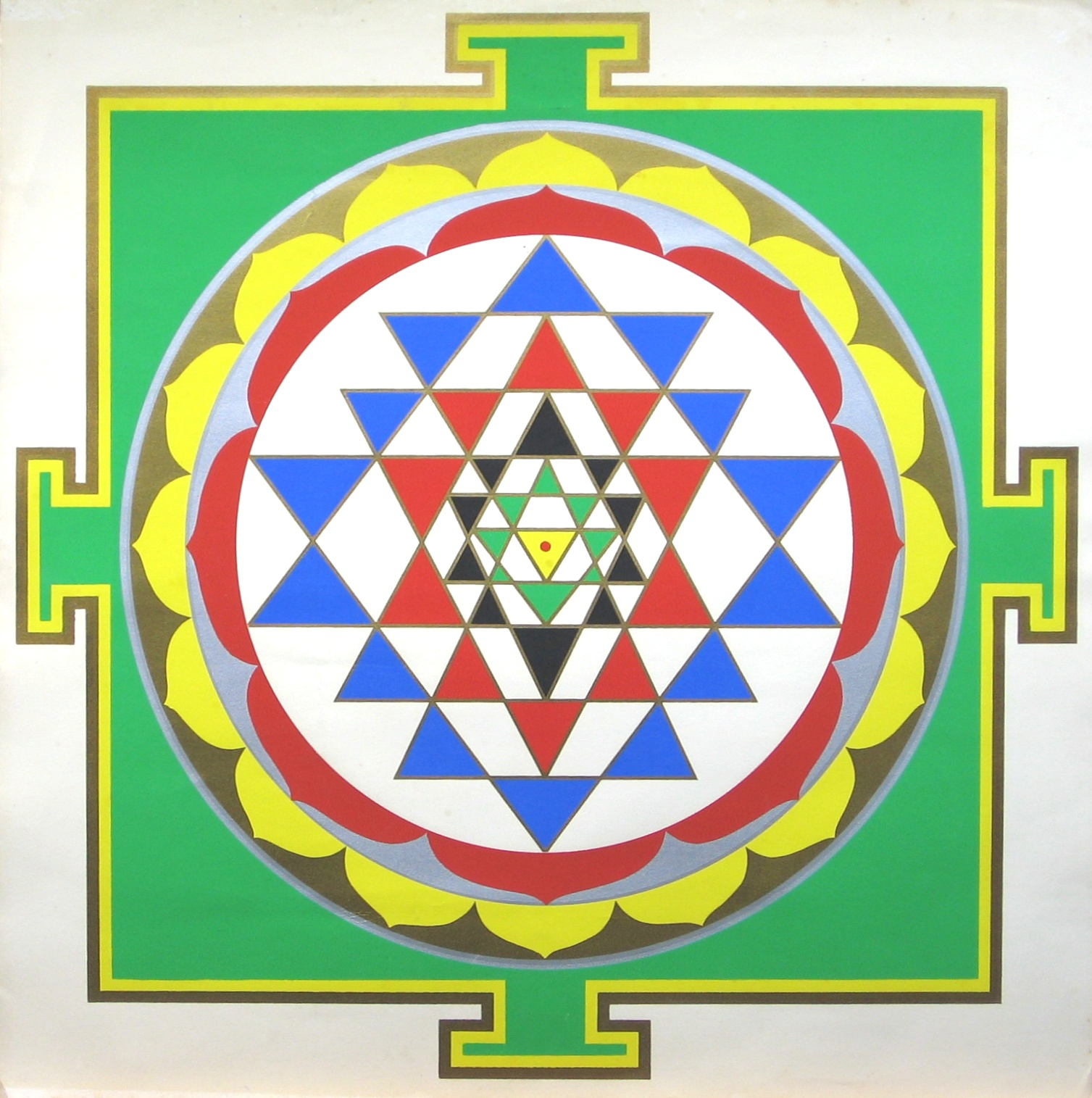
sri chakra
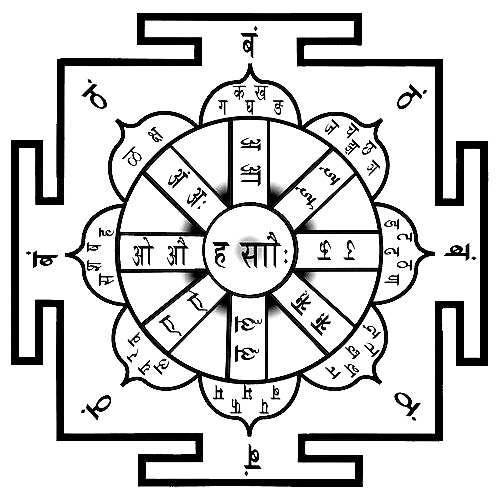
ashta matruka yantra
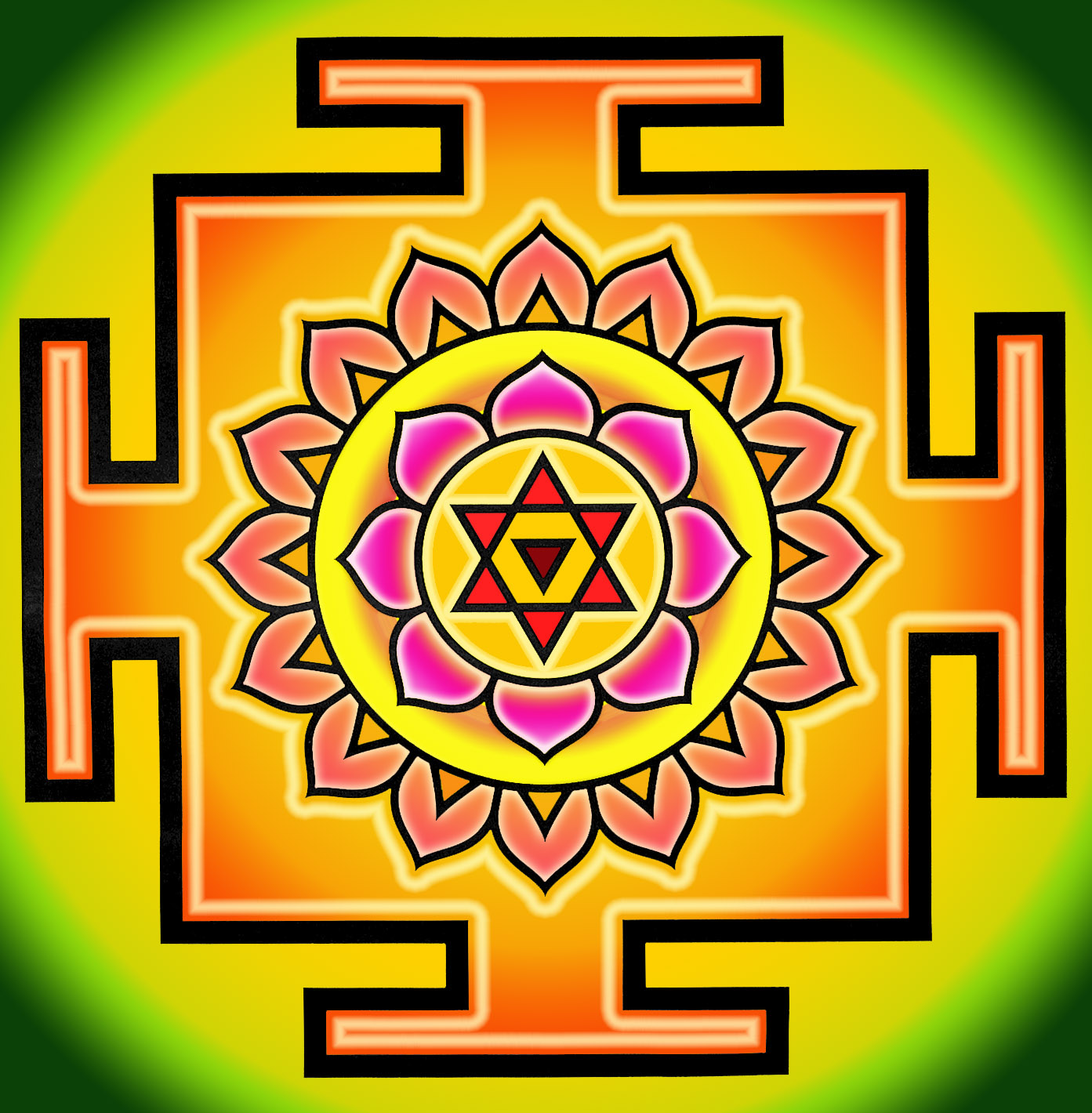
bahalamukhu yantra
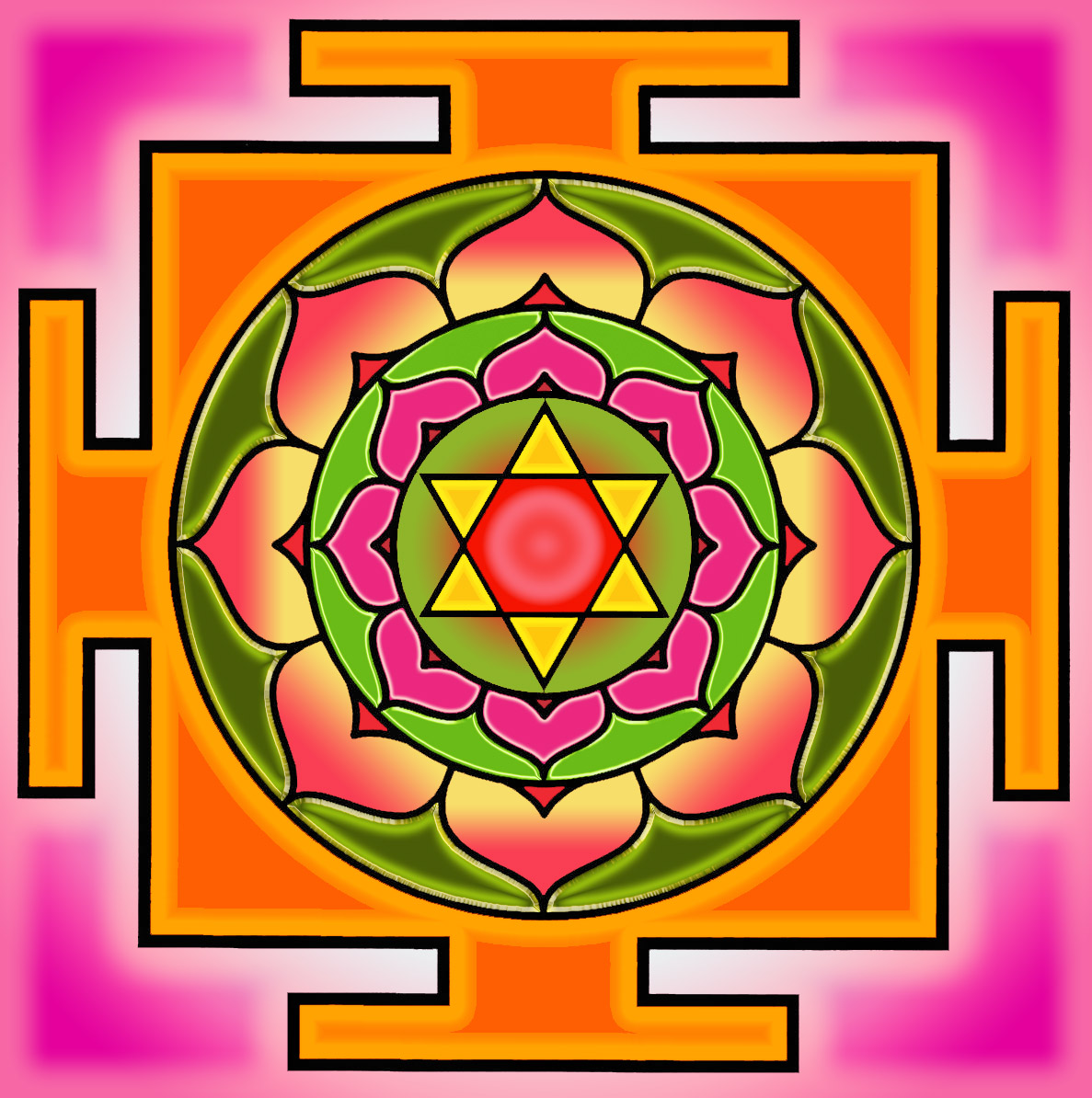
bhuvaneswari yantra
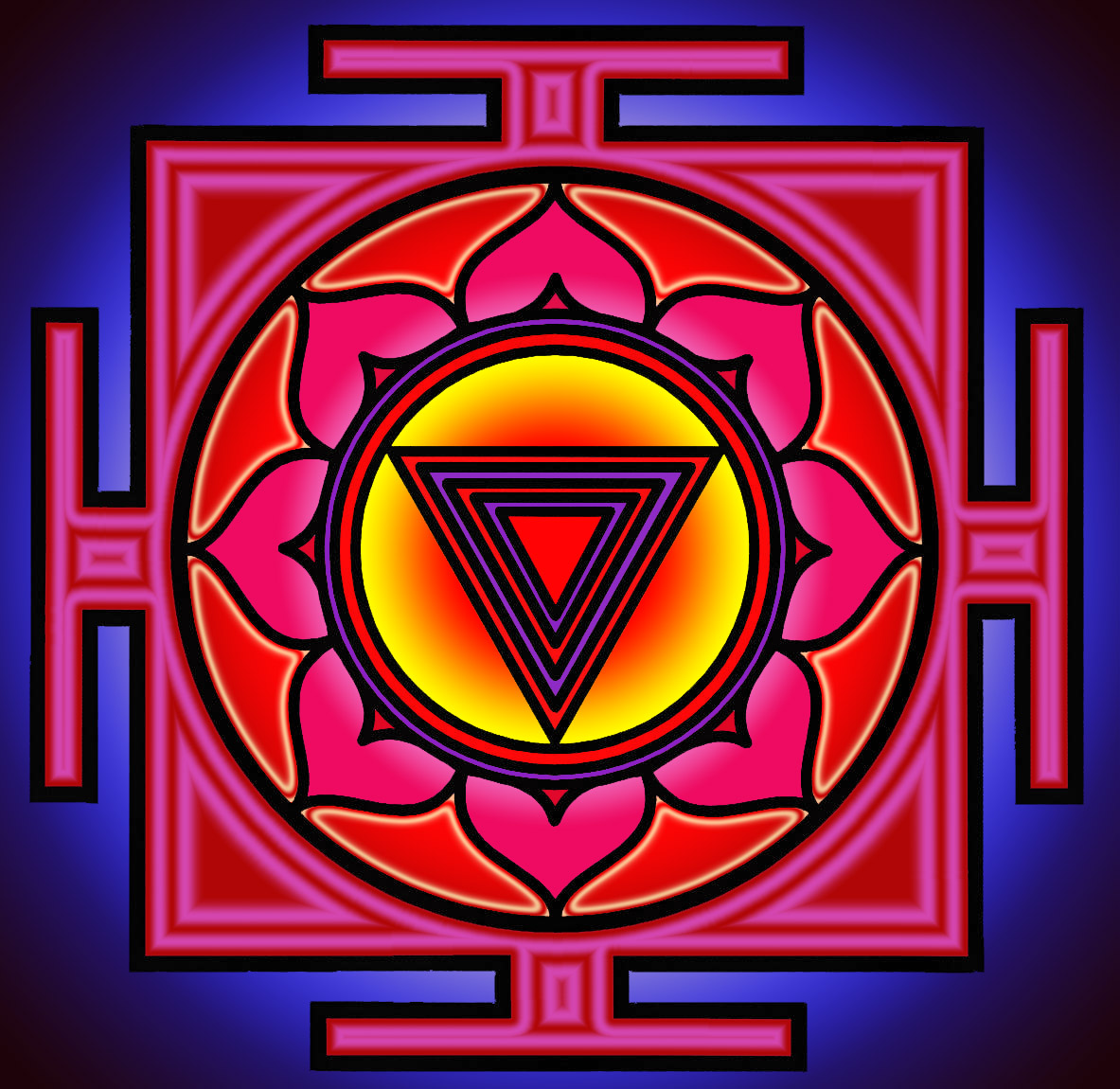
kali yantra
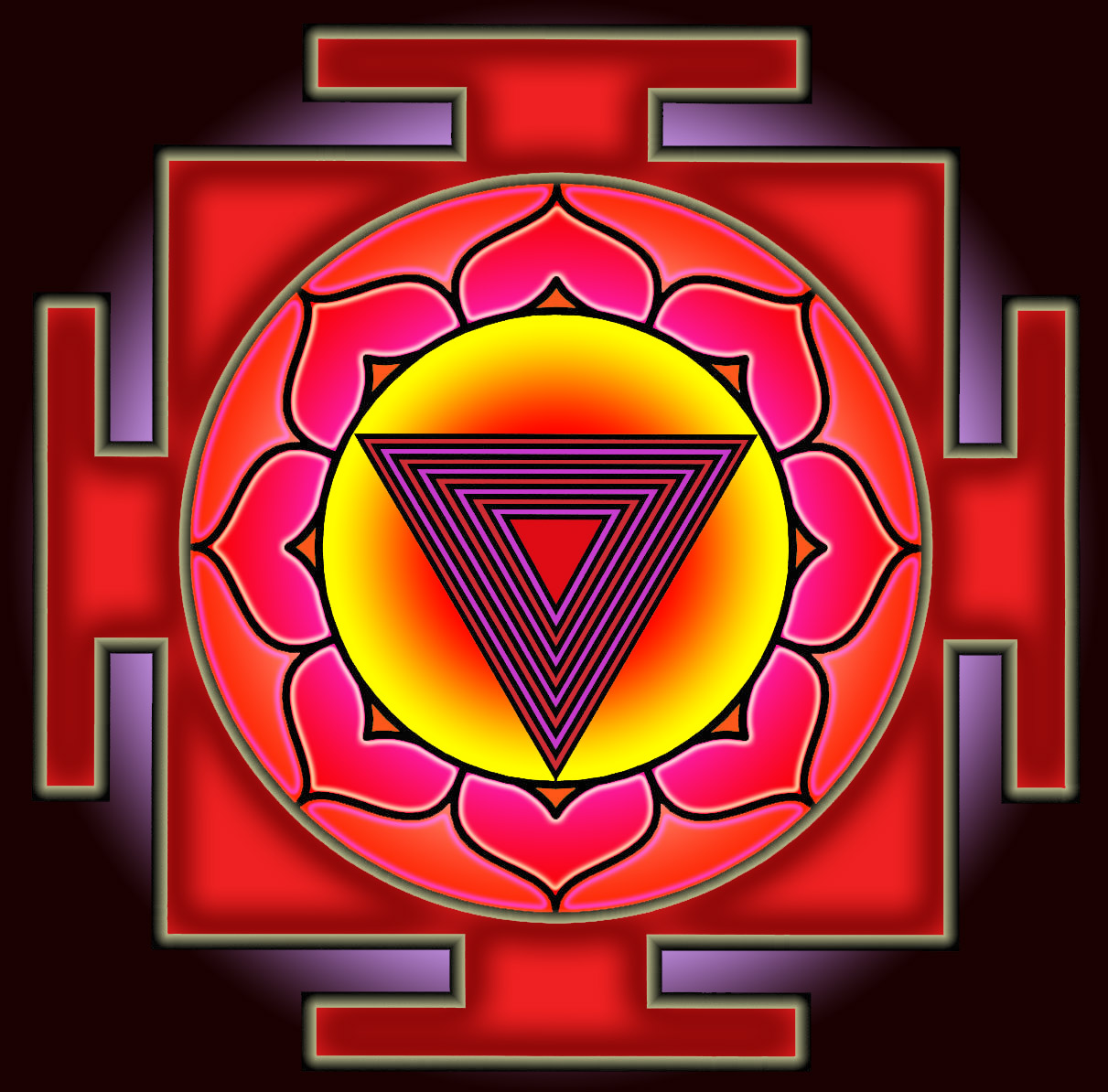
tripurabhairava yantra
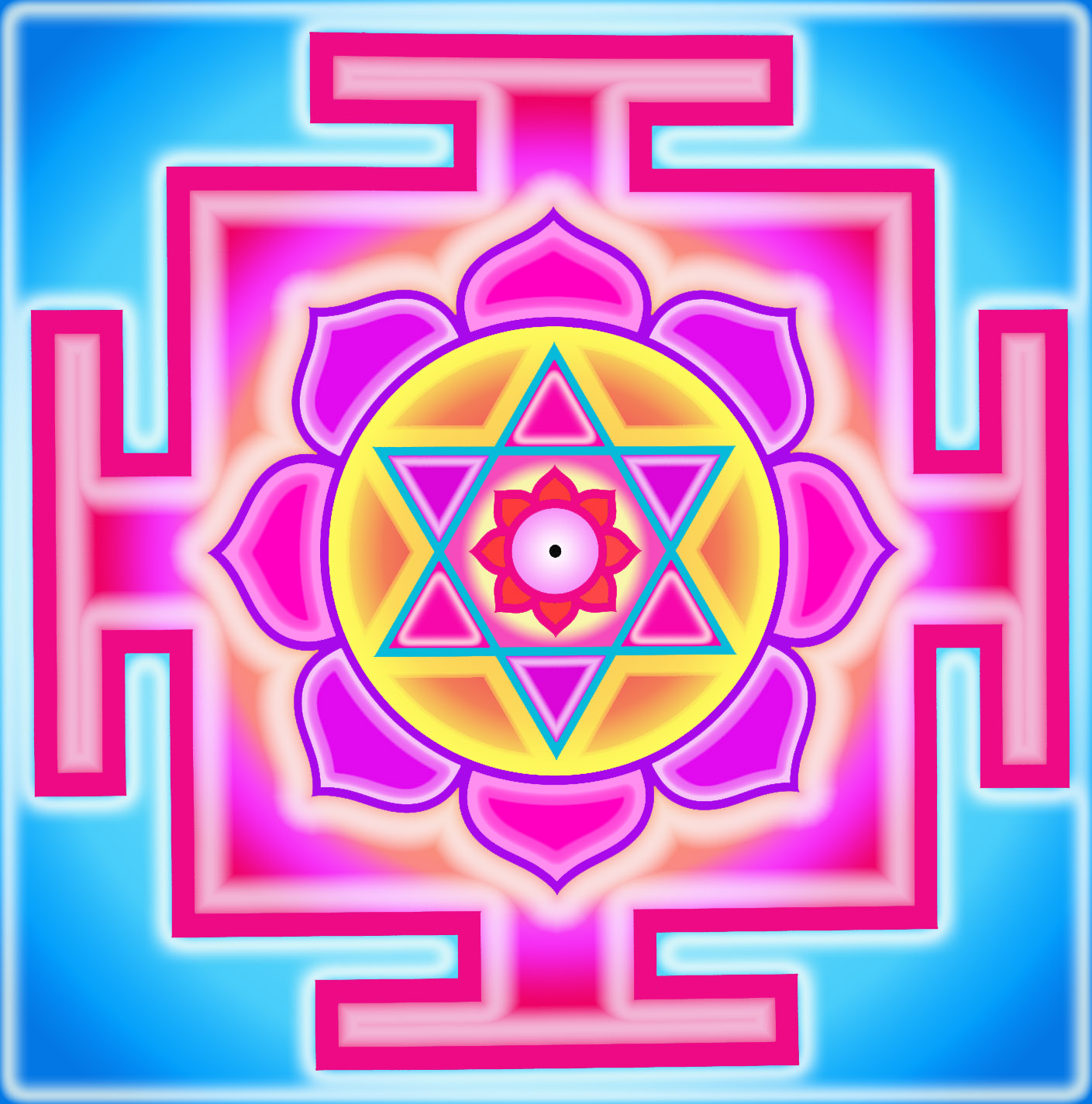
kamana yantra
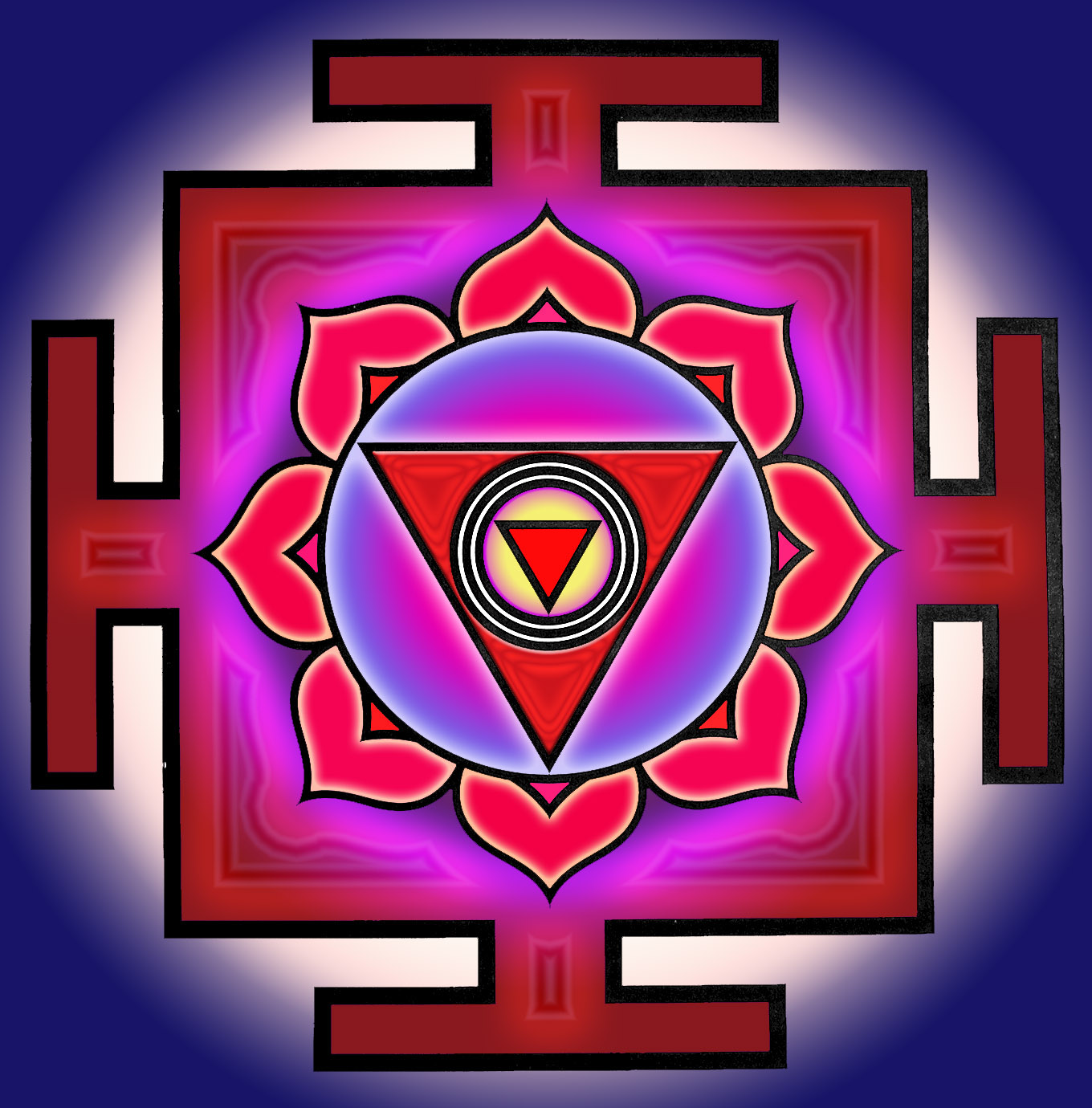
chinnamasta yantra
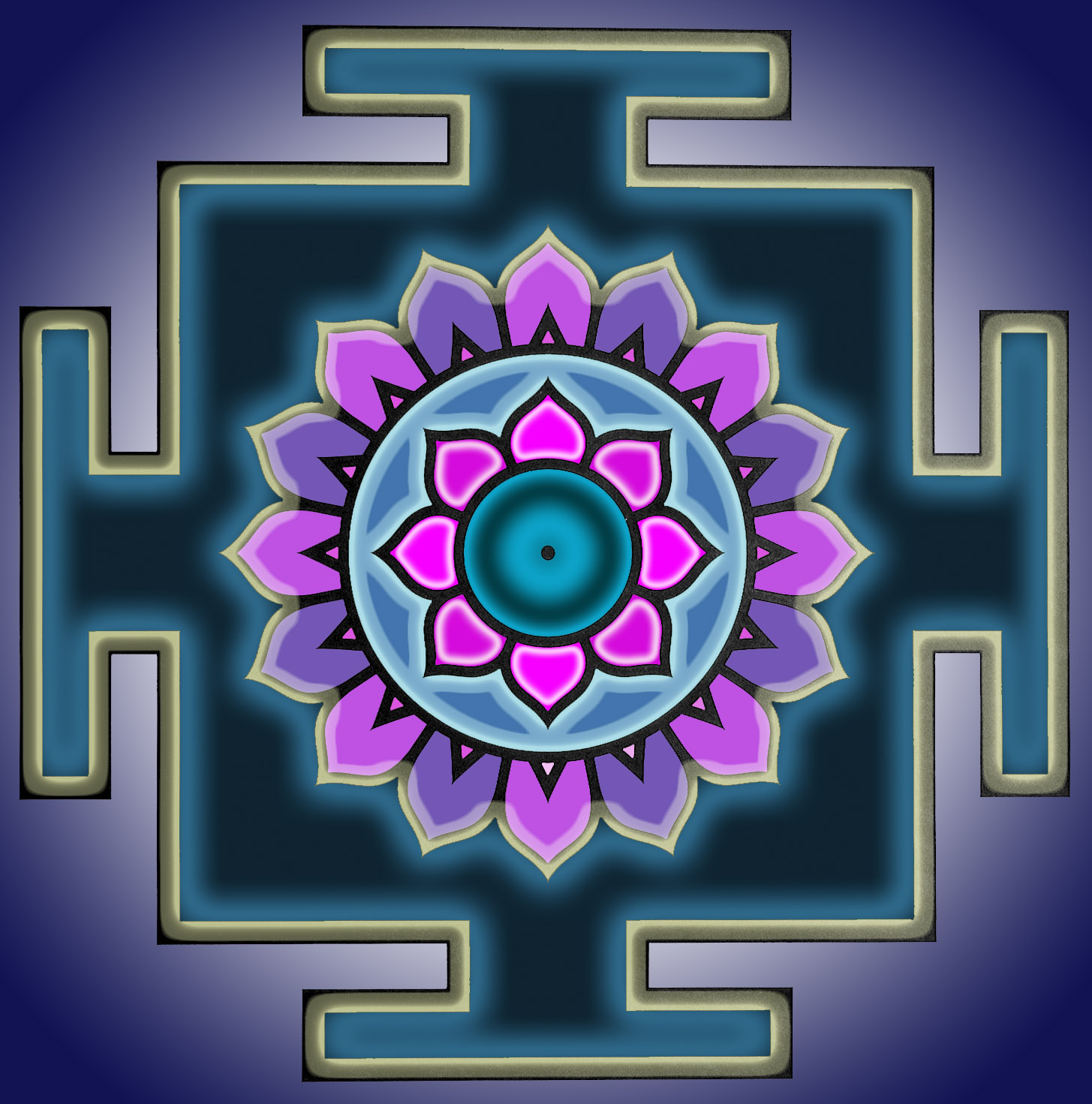
dhoomavathi yantra